# Elektrownia Pilchowice

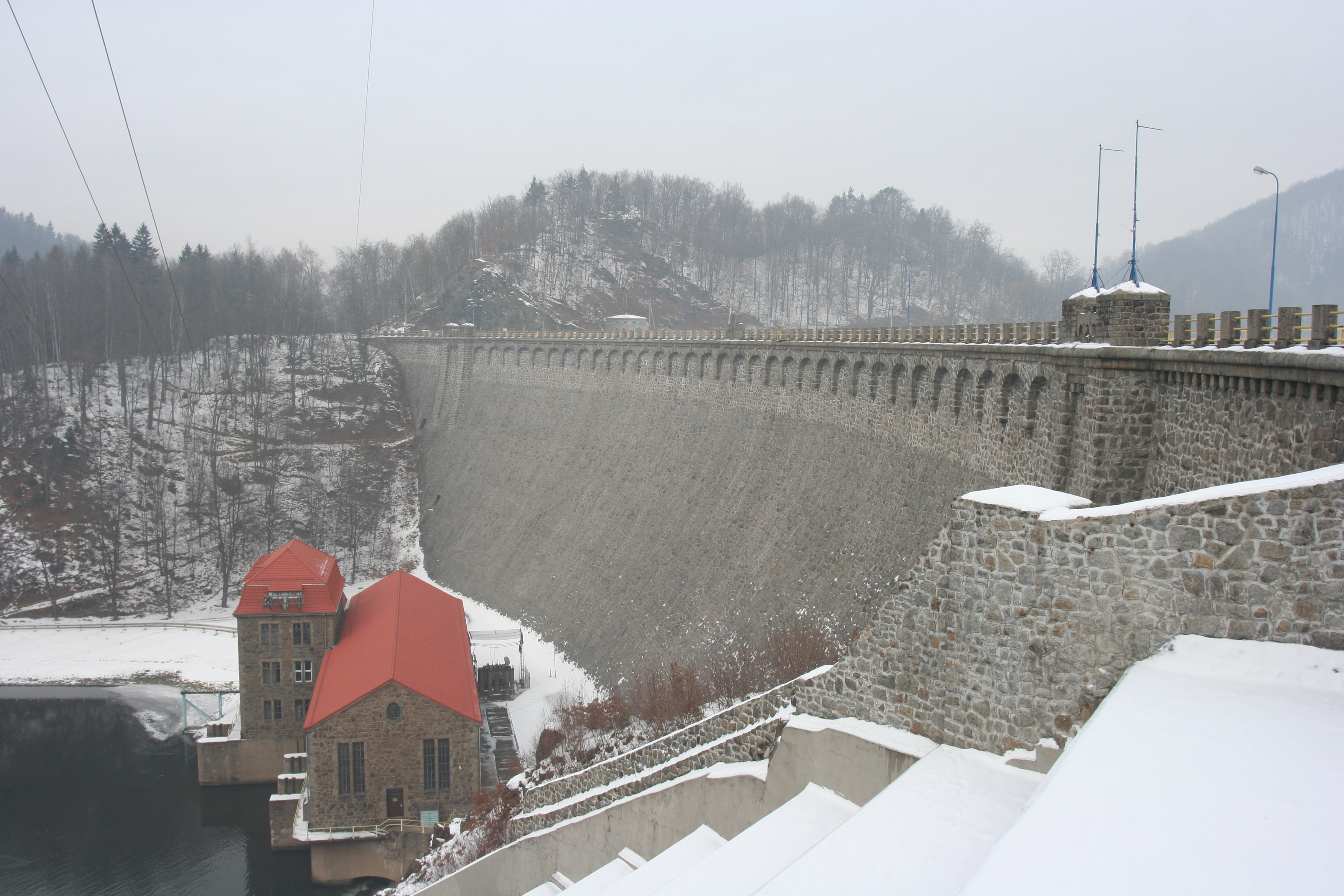
Widok na zaporę i elektrownię

Elektrownia wodna Pilchowice – elektrownia na rzece Bóbr. Zapora Pilchowice, budowana w latach 1904 - 1912 r., oddana do użytku 16 listopada 1912 r. 
Początkowo została wyposażona w pięć turbozespołów z turbinami Francisa firmy Voith napędzającymi cztery generatory o mocy czynnej 1240 kW i jeden o mocy czynnej 2480 kW. W 1921 rozbudowa o kolejny hydrozespół o mocy czynnej 145 kW, osiągnęła łączną moc 7585 kW.
Zapora wraz z elektrownią powstała jako pierwsza, a zarazem położona najdalej w dół rzeki, w łańcuchu trzech przeciwpowodziowych zbiorników wodnych (Jezioro Modre, Jezioro Wrzeszczyńskie, Jezioro Pilchowickie), chroniących mieszkańców Doliny Bobru przed powodziami.
Zapora występuje również w serialu Netflix Wzgórze psów na podstawie powieści Jakuba Żylczyka pod tym samym tytułem. Budynki elektrowni wodnej przy tej zaporze są przedstawione w serialu, jako obiekty szpitala psychiatrycznego.

## Dane techniczne
- wysokość zapory 62 m
- wysokość od powierzchni terenu 45 m
- długość w koronie 280 m
- szerokość korony 7,5 m
- szerokość u podstawy 50 m

Dane zbiornika powodziowo-energetycznego
- Całkowita pojemność 50 000 000 m³
- Rezerwa powodziowa 26 000 000 m³
- Pojemność energetyczna 16 000 000 m³
- Długość 6 km